# Pośrednia Śnieżna Turnia
Pośrednia Śnieżna Turnia (słow. Prostredná Snehová veža, niem. Mittlerer Schwarzseeturm, węg. Középső Feketetavi torony) – turnia o wysokości ok. 2240 m n.p.m. znajdująca się w Śnieżnej Grani w słowackiej części Tatr Wysokich. Od Wielkiej Śnieżnej Turni oddziela ją Śtyrbna Przełęcz, a od Małej Śnieżnej Turni siodło przełęczy Ścienki. Podobnie jak na sąsiadujące obiekty i na jej wierzchołek nie prowadzi żaden znakowany szlak turystyczny, dostępny jest on jedynie dla taterników.
Pośrednia Śnieżna Turnia jest środkową z trzech Śnieżnych Turni znajdujących się w Śnieżnej Grani, dlatego też dawniej nazywano ją Środkową Śnieżną Turnią. Jej węgierskie i niemieckie nazewnictwo pochodzi od Czarnego Stawu Jaworowego w Dolinie Czarnej Jaworowej.

## Historia
Pierwsze wejścia turystyczne:
- Kazimierz Piotrowski i Mieczysław Świerz, 9 czerwca 1910 r. – letnie,
- Stefan Bernadzikiewicz, Stanisław Luxemburg i Wawrzyniec Żuławski, 16 kwietnia 1935 r. – zimowe.